# Михалакопулос, Андреас
Андреас Михалакопулос (греч. Ανδρέας Μιχαλακόπουλος; 17 мая 1875, Патры — 7 марта 1938, Афины) — греческий политик первой половины XX века. Был премьер-министром Греции в период 1924—1925 годов.

## Биография
Андреас Михалакопулос родился в 1875 году в городе Патры, где и окончил гимназию. Поступил в Военное училище эвэлпидов в октябре 1892 года. Одновременно учился на юридическом факультете Афинского университета. Поскольку учёба в офицерском училище в тот период была платной, после внезапной смерти отца в феврале 1894 года оставил училище. Продолжил учёбу в университете, а затем учился юриспруденции во Франции и Германии. Вступил в Партию либералов и был впервые избран депутатом парламента от Ахайи в 1911 году. Был министром финансов в период 1912—1916 годов.
Начало Первой мировой войны вызвало в Греции Национальный раскол между сторонниками Венизелоса, требовавшими вступления Греции в войну на стороне Антанты, и сторонниками прогермански настроенного королевского двора. Михалакопулос стал активным соратником Венизелоса. Когда Венизелос, в 1917 году, образовал правительство Национальной обороны в македонской столице, городе Фессалоники, Михалакопулос стал военным министром:512.
В 1923 году, вместе с Венизелосом, принял участие в переговорах приведших к подписанию Лозаннского мирного договора.
В 1924 году Михалакопулос создал Партию консервативных либералов и 7 октября 1924 года сформировал правительство, вместе с партией Георгиоса Кондилиса:37. Правительство Михалакопулоса было свергнуто 26 июня 1925 года генералом Пангалосом:38. Михалакопулос вернулся на политическую арену в 1926 году, в качестве министра иностранных дел в правительстве Александра Заимиса и в 1928 году в качестве вице-премьера. Вновь стал министром иностранных дел в 1929 году в правительстве Элефтериоса Венизелоса. Представлял Грецию в Лиге Наций. Вместе с Венизелосом подписался под греко-турецким Соглашением мира и дружбы в Анкаре в 1930 году. Во время диктатуры генерала Иоанниса Метаксаса и будучи уже с подорванным здоровьем:249, Михалакопулос был сослан на остров Парос. Через несколько недель состояние его здоровья обострилось и он умер в больнице в Афинах 7 марта 1938 года. Несмотря на цензуру, часть прессы обвинила режим Метаксаса в смерти политика:50. Михалакопулос был фанатичным библиофилом, его библиотека насчитывала 30 000 томов.